# Eoeugnathus
Eoeugnathus megalepis è un pesce osseo estinto, appartenente ai Panxianichthyiformes. Visse nel Triassico medio (circa 240 milioni di anni fa) e i suoi resti fossili sono stati ritrovati in Europa.